# Oleksandr Petrakov
Oleksandr Vasylyovych Petrakov (Kiev, Unión Soviética, 6 de agosto de 1957) es un exjugador y entrenador de fútbol ucraniano. Actualmente está sin club.

## Trayectoria

### Como jugador
Nacido en Kiev, Petrakov es un producto del Dinamo de Kiev sistema escolar deportivo juvenil local. Jugó para los equipos soviéticos de tercer nivel del grupo ucraniano como Lokomotyv Vínnitsa (1976–1978), SKA Kiev (1978–1979), Dnipro Cherkasy (1979–1980), Avanhard Rivne (1981–1982), Kolos Nikopol (1983– 1984). En 1986, Petrakov viajó al extranjero para jugar en el equipo soviético Grupo de Fuerzas del Sur en Budapest, Hungría (1986–1990). En 1978 y 1991 jugó en un par de clubes de aficionados como Bilshovyk Kiev y Budivelnyk Ivankiv (cerca de Chernóbil).

### Como entrenador
En su carrera como entrenador se incluyeron: el lado aficionado Budivelnyk Ivankiv (1991-1993, entrenador), el Torpedo Zaporizhzhia de primer nivel (1993-1994, entrenador asistente), varios clubes de segundo nivel como CSKA-2 Kyiv (1996-1998, entrenador asistente); 1998–1999, entrenador), Spartak Sumy (2000–2001, entrenador ), FC Vínnitsa (2001, entrenador), academia Dynamo Kyiv (2001–2005), RVUFC Kyiv amateur (2006–2010), diferentes selecciones nacionales juveniles de Ucrania (2010-2021), ganando la Copa Mundial Sub-20 de la FIFA 2019 cuando su equipo derrotó a Corea del Sur 3-1 en la final.
Petrakov desde marzo de 2014 posee UEFA Pro Licence.
El 17 de agosto de 2021, Petrakov fue nombrado entrenador interino de Ucrania para el ciclo de clasificación hacia la Copa Mundial de la FIFA 2022. Bajo su dirección, Ucrania finalizó la fase de grupos con dos victorias y tres empates. En el primer partido de los playoffs venció a Escocia por 3-1, pero en el encuentro decisivo perdió ante la selección nacional de Gales por 1-0 y no logró clasificar a la cita mundialista. El 12 de enero de 2023, Petrakov dejó su puesto como entrenador de Ucrania.
El 14 de enero de 2023, se convirtió en el entrenador de la selección nacional de Armenia.El 13 de octubre de 2024, fue despedido de su cargo después de una serie de malos resultados.

## Clubes

### Como jugador
| Club               | País            | Año       |
| ------------------ | --------------- | --------- |
| Lokomotyv Vínnitsa | Unión Soviética | 1976-1978 |
| Bilshovyk Kiev     | Unión Soviética | 1978      |
| CSKA Kiev          | Unión Soviética | 1978-1979 |
| Dnipro Cherkasy    | Unión Soviética | 1979-1980 |
| Avanhard Rivne     | Unión Soviética | 1980-1982 |
| Kolos Nikopol      | Unión Soviética | 1983-1984 |
| SKA YGV Budapest   | Unión Soviética | 1986-1990 |
| Budivelnyk Ivankiv | Unión Soviética | 1991      |

### Como entrenador
| Club                        | País    | Año       |
| --------------------------- | ------- | --------- |
| Budivelnyk Ivankiv          | Ucrania | 1991-1992 |
| CSKA Kiev                   | Ucrania | 1998-1999 |
| Spartak Sumy                | Ucrania | 2000      |
| Vínnitsa                    | Ucrania | 2001      |
| RVUFK Kiev                  | Ucrania | 2006-2010 |
| Selección sub-16 de Ucrania | Ucrania | 2011      |
| Selección sub-17 de Ucrania | Ucrania | 2012      |
| Selección sub-18 de Ucrania | Ucrania | 2013      |
| Selección sub-19 de Ucrania | Ucrania | 2014      |
| Selección sub-20 de Ucrania | Ucrania | 2015      |
| Selección sub-17 de Ucrania | Ucrania | 2016      |
| Selección sub-18 de Ucrania | Ucrania | 2017      |
| Selección sub-19 de Ucrania | Ucrania | 2018      |
| Selección sub-20 de Ucrania | Ucrania | 2019      |
| Selección sub-17 de Ucrania | Ucrania | 2020      |
| Selección sub-18 de Ucrania | Ucrania | 2021      |
| Selección de Ucrania        | Ucrania | 2021-2023 |
| Selección de Armenia        | Armenia | 2023-2024 |

## Palmarés

### Como entrenador

#### Campeonatos internacionales
| Título                        | Selección                   | País    | Año  |
| ----------------------------- | --------------------------- | ------- | ---- |
| Copa Mundial de Fútbol Sub-20 | Selección sub-20 de Ucrania | Ucrania | 2019 |